# Maratona aquática no Campeonato Europeu de Esportes Aquáticos de 2018 - 5 km feminino
Os 5 km da maratona aquática feminina da maratona aquática no Campeonato Europeu de Esportes Aquáticos de 2018 ocorreu no dia 8 de agosto no no lago Loch Lomond, em Luss no Reino Unido. 

## Calendário
| Fase  | Data        | Hora  |
| ----- | ----------- | ----- |
| Final | 8 de agosto | 09:30 |

Todos os horários estão no horário local (UTC+0)

## Medalhistas
| Ouro                        | Prata             | Bronze              |
| Sharon van Rouwendaal (NED) | Leonie Beck (GER) | Rachele Bruni (ITA) |

## Resultados
Esses foram os resultados da competição. 
| Pos.              | Nadadora              | Nacionalidade | Tempo     |
| ----------------- | --------------------- | ------------- | --------- |
| Medalha de ouro   | Sharon van Rouwendaal | Países Baixos | 56:01.0   |
| Medalha de prata  | Leonie Beck           | Alemanha      | 56:17.8   |
| Medalha de bronze | Rachele Bruni         | Itália        | 56:49.7   |
| 4                 | Arianna Bridi         | Itália        | 56:58.8   |
| 5                 | Kalliopi Araouzou     | Grécia        | 57:17.3   |
| 6                 | Alena Benešová        | Chéquia       | 57:21.1   |
| 7                 | Martina De Memme      | Itália        | 57:24.4   |
| 8                 | Lara Grangeon         | França        | 57:25.6   |
| 9                 | Mariia Novikova       | Rússia        | 57:25.8   |
| 10                | Oceane Cassignol      | França        | 57:25.9   |
| 11                | Adeline Furst         | França        | 58:03.7   |
| 12                | Lea Boy               | Alemanha      | 58:04.0   |
| 13                | Polly Holden          | Reino Unido   | 58:20.9   |
| 14                | Krystyna Panchishko   | Ucrânia       | 58:22.9   |
| 15                | Špela Perše           | Eslovênia     | 58:24.4   |
| 16                | Jeannette Spiwoks     | Alemanha      | 58:24.5   |
| 17                | Daria Kulik           | Rússia        | 59:14.6   |
| 18                | Karolína Balážiková   | Eslováquia    | 1:02:52.4 |